# Línguas caucasianas

Grupos etno-linguísticos da região do Cáucaso

O termo línguas do Cáucaso é usado informalmente para referir-se a um grupo grande e extremamente variado de línguas faladas por mais de 7 milhões de falantes no sudeste da Europa oriental, entre o Mar Negro e o Mar Cáspio. Estudos linguísticos classificam estas línguas em diversas famílias com pouca ou nenhuma afinidade entre elas. Algumas destas famílias de línguas não têm membros fora da área do Cáucaso. 

## Famílias de línguas
As quatro famílias de línguas faladas exclusivamente na região do Cáucaso são: 
- Família caucásica meridional, também chamada família caucásica do sul, georgiana ou cartevélica. Inclui o entre outras georgiano (língua oficial da Geórgia), o suano, o laz e o mingrélio.
- Família caucásica do noroeste, também chamada família abcaz-adigué ou circasiana. Inclui entre outras o abaza, o abcásio, o adigué, o cherqueso ou circasiano, o cabardiano e o ubykh. Alguns estudiosos incluem na família o hitita, antiga língua desaparecida falada na Anatólia.
- Família caucásica do norte centro, também chamada família vaynakh. Inclui o bácico ou bats, o checheno e o ingush.
- Família caucásica do nordeste ou família daguestão. Inclui:
  - Agul
  - Akhvakh
  - Andi
  - Archi
  - Avaro
  - Bagvalal
  - Bezhta
  - Botlikh
  - Budukh
  - Chamalal
  - Dargínico
  - Dido
  - Gigatl
  - Ghodoberi
  - Hinukh
  - Hunzib
  - Kajtak
  - Karata
  - Khinalugh
  - Kryts
  - Kubachi
  - Khvarshi
  - Lak
  - Lezgui
  - Rutul
  - Tabassarão
  - Tindi
  - Tsakhur
  - Udi

Alguns estudiosos relacionaram esta família com a extinta família de línguas hurrito-urartianas. Outras línguas do Cáucaso podem-se incluir em famílias com uma distribuição geográfica mais ampla: 
- Indo-europeias:
  - Armênio
  - Línguas iranianas:
    - Osseto
    - Talish
    - Judeo-tat

- Altaico:
  - Túrquico:
    - Azeri
    - Balkar
    - Karachay
    - Kumyk,
    - Nogai

  - Mongólicas:
    - Calmuco

Para ver uma classificação mais detalhada destas línguas, ver nos artigos das famílias correspondentes.